# 2009-es Formula–1 brazil nagydíj
A brazil nagydíj volt a 2009-es Formula–1 világbajnokság tizenhatodik futama, amelyet 2009. október 16. és október 18. között rendeztek meg a brazil Autódromo José Carlos Pace-en, São Paulóban.

## Szabadedzések

### Első szabadedzés
A brazil nagydíj első szabadedzését október 16-án, pénteken délelőtt tartották.
| Helyezés | Versenyző            | Csapat/Motor         | Elért idő | Különbség | Futott kör |
| -------- | -------------------- | -------------------- | --------- | --------- | ---------- |
| 1        | Mark Webber          | Red Bull-Renault     | 1:12,463  | −         | 29         |
| 2        | Rubens Barrichello   | Brawn-Mercedes       | 1:12,874  | + 0,411   | 32         |
| 3        | Sebastian Vettel     | Red Bull-Renault     | 1:12,932  | + 0,469   | 27         |
| 4        | Heikki Kovalainen    | McLaren-Mercedes     | 1:12,989  | + 0,526   | 25         |
| 5        | Lewis Hamilton       | McLaren-Mercedes     | 1:13,048  | + 0,585   | 25         |
| 6        | Nakadzsima Kazuki    | Williams-Toyota      | 1:13,067  | + 0,604   | 21         |
| 7        | Jenson Button        | Brawn-Mercedes       | 1:13,141  | + 0,678   | 29         |
| 8        | Nico Rosberg         | Williams-Toyota      | 1:13,147  | + 0,684   | 23         |
| 9        | Adrian Sutil         | Force India-Mercedes | 1:13,232  | + 0,769   | 23         |
| 10       | Kimi Räikkönen       | Ferrari              | 1:13,321  | + 0,858   | 24         |
| 11       | Jarno Trulli         | Toyota               | 1:13,326  | + 0,863   | 26         |
| 12       | Nick Heidfeld        | BMW Sauber           | 1:13,464  | + 1,001   | 28         |
| 13       | Sébastien Buemi      | Toro Rosso-Ferrari   | 1:13,503  | + 1,040   | 24         |
| 14       | Robert Kubica        | BMW Sauber           | 1:13,563  | + 1,100   | 24         |
| 15       | Giancarlo Fisichella | Ferrari              | 1:13,619  | + 1,156   | 23         |
| 16       | Fernando Alonso      | Renault              | 1:13,787  | + 1,324   | 28         |
| 17       | Vitantonio Liuzzi    | Force India-Mercedes | 1:13,829  | + 1,366   | 26         |
| 18       | Kobajasi Kamui       | Toyota               | 1:14,029  | + 1,566   | 27         |
| 19       | Jaime Alguersuari    | Toro Rosso-Ferrari   | 1:14,040  | + 1,577   | 38         |
| 20       | Romain Grosjean      | Renault              | 1:14,173  | + 1,710   | 23         |

### Második szabadedzés
A brazil nagydíj második szabadedzését október 16-án, pénteken délután tartották.
| Helyezés | Versenyző            | Csapat/Motor         | Elért idő | Különbség | Futott kör |
| -------- | -------------------- | -------------------- | --------- | --------- | ---------- |
| 1        | Fernando Alonso      | Renault              | 1:12,314  | −         | 27         |
| 2        | Sébastien Buemi      | Toro Rosso-Ferrari   | 1:12,357  | + 0,043   | 45         |
| 3        | Rubens Barrichello   | Brawn-Mercedes       | 1:12,459  | + 0,145   | 38         |
| 4        | Mark Webber          | Red Bull-Renault     | 1:12,514  | + 0,200   | 41         |
| 5        | Jenson Button        | Brawn-Mercedes       | 1:12,523  | + 0,209   | 45         |
| 6        | Jarno Trulli         | Toyota               | 1:12,605  | + 0,291   | 37         |
| 7        | Sebastian Vettel     | Red Bull-Renault     | 1:12,611  | + 0,297   | 45         |
| 8        | Nico Rosberg         | Williams-Toyota      | 1:12,633  | + 0,319   | 42         |
| 9        | Adrian Sutil         | Force India-Mercedes | 1:12,720  | + 0,406   | 35         |
| 10       | Lewis Hamilton       | McLaren-Mercedes     | 1:12,749  | + 0,435   | 39         |
| 11       | Romain Grosjean      | Renault              | 1:12,806  | + 0,492   | 27         |
| 12       | Robert Kubica        | BMW Sauber           | 1:12,862  | + 0,548   | 39         |
| 13       | Kobajasi Kamui       | Toyota               | 1:12,869  | + 0,555   | 40         |
| 14       | Nakadzsima Kazuki    | Williams-Toyota      | 1:12,929  | + 0,615   | 41         |
| 15       | Nick Heidfeld        | BMW Sauber           | 1:12,948  | + 0,634   | 38         |
| 16       | Vitantonio Liuzzi    | Force India-Mercedes | 1:12,950  | + 0,636   | 36         |
| 17       | Heikki Kovalainen    | McLaren-Mercedes     | 1:12,992  | + 0,678   | 39         |
| 18       | Kimi Räikkönen       | Ferrari              | 1:13,026  | + 0,712   | 42         |
| 19       | Jaime Alguersuari    | Toro Rosso-Ferrari   | 1:13,041  | + 0,727   | 40         |
| 20       | Giancarlo Fisichella | Ferrari              | 1:13,275  | + 0,961   | 38         |

### Harmadik szabadedzés
A brazil nagydíj harmadik szabadedzését október 17-én, szombaton délelőtt tartották.
| Helyezés | Versenyző            | Csapat/Motor         | Elért idő | Különbség | Futott kör |
| -------- | -------------------- | -------------------- | --------- | --------- | ---------- |
| 1        | Nico Rosberg         | Williams-Toyota      | 1:23,182  | −         | 9          |
| 2        | Nakadzsima Kazuki    | Williams-Toyota      | 1:23,832  | + 0,650   | 7          |
| 3        | Jenson Button        | Brawn-Mercedes       | 1:24,122  | + 0,940   | 6          |
| 4        | Fernando Alonso      | Renault              | 1:24,125  | + 0,943   | 5          |
| 5        | Adrian Sutil         | Force India-Mercedes | 1:24,149  | + 0,967   | 4          |
| 6        | Romain Grosjean      | Renault              | 1:24,389  | + 1,207   | 5          |
| 7        | Sébastien Buemi      | Toro Rosso-Ferrari   | 1:24,443  | + 1,261   | 5          |
| 8        | Jarno Trulli         | Toyota               | 1:24,859  | + 1,677   | 5          |
| 9        | Nick Heidfeld        | BMW Sauber           | 1:24,867  | + 1,685   | 5          |
| 10       | Mark Webber          | Red Bull-Renault     | 1:25,440  | + 2,258   | 5          |
| 11       | Kimi Räikkönen       | Ferrari              | 1:25,508  | + 2,326   | 4          |
| 12       | Heikki Kovalainen    | McLaren-Mercedes     | 1:25,685  | + 2,503   | 5          |
| 13       | Jaime Alguersuari    | Toro Rosso-Ferrari   | 1:26,224  | + 3,042   | 6          |
| 14       | Rubens Barrichello   | Brawn-Mercedes       | 1:26,530  | + 3,348   | 4          |
| 15       | Sebastian Vettel     | Red Bull-Renault     | 1:27,047  | + 3,865   | 4          |
| 16       | Vitantonio Liuzzi    | Force India-Mercedes | 1:27,341  | + 4,159   | 4          |
| 17       | Lewis Hamilton       | McLaren-Mercedes     | 1:27,798  | + 4,616   | 4          |
| 18       | Giancarlo Fisichella | Ferrari              | 1:29,285  | + 6,103   | 4          |
| 19       | Robert Kubica        | BMW Sauber           | 1:29,895  | + 6,713   | 3          |
| 20       | Kobajasi Kamui       | Toyota               | 1:30,259  | + 7,077   | 4          |

## Időmérő edzés
A brazil nagydíj időmérő edzését október 17-én, szombaton futották.

### Az edzés végeredménye
Rubens Barrichello szerezte meg a pole-pozíciót a brazil nagydíj maratoni hosszúságúra nyúló időmérőjén, ahol a kitartó eső miatt két óra negyven percig tartott az edzés. Mellőle Mark Webber rajtolhatott, míg Jenson Button csak a 14. helyre kvalifikálta magát.

| Helyezés | Versenyző            | Csapat/Motor         | 1. rész  | 2. rész    | 3. rész  |
| -------- | -------------------- | -------------------- | -------- | ---------- | -------- |
| 1        | Rubens Barrichello   | Brawn-Mercedes       | 1:24.100 | 1:21.659   | 1:19.576 |
| 2        | Mark Webber          | Red Bull-Renault     | 1:24.722 | 1:20.803   | 1:19.668 |
| 3        | Adrian Sutil         | Force India-Mercedes | 1:24.447 | 1:20.753   | 1:19.912 |
| 4        | Jarno Trulli         | Toyota               | 1:24.621 | 1:20.635   | 1:20.097 |
| 5        | Kimi Räikkönen       | Ferrari              | 1:23.047 | 1:21.378   | 1:20.168 |
| 6        | Sébastien Buemi      | Toro Rosso-Ferrari   | 1:24.591 | 1:20.701   | 1:20.250 |
| 7        | Nico Rosberg         | Williams-Toyota      | 1:22.828 | 1:20.368   | 1:20.326 |
| 8        | Robert Kubica        | BMW Sauber           | 1:23.072 | 1:21.147   | 1:20.631 |
| 9        | Nakadzsima Kazuki    | Williams-Toyota      | 1:23.161 | 1:20.427   | 1:20.674 |
| 10       | Fernando Alonso      | Renault              | 1:24.842 | 1:21.657   | 1:21.422 |
| 11       | Kobajasi Kamui       | Toyota               | 1:24.335 | 1:21.960   |          |
| 12       | Jaime Alguersuari    | Toro Rosso-Ferrari   | 1:24.773 | 1:22.231   |          |
| 13       | Romain Grosjean      | Renault              | 1:24.394 | 1:22.477   |          |
| 14       | Jenson Button        | Brawn-Mercedes       | 1:24.297 | 1:22.504   |          |
| 15       | Vitantonio Liuzzi *  | Force India-Mercedes | 1:24.645 | Idő nélkül |          |
| 16       | Sebastian Vettel     | Red Bull-Renault     | 1:25.009 |            |          |
| 17       | Heikki Kovalainen    | McLaren-Mercedes     | 1:25.052 |            |          |
| 18       | Lewis Hamilton       | McLaren-Mercedes     | 1:25.192 |            |          |
| 19       | Nick Heidfeld        | BMW Sauber           | 1:25.515 |            |          |
| 20       | Giancarlo Fisichella | Ferrari              | 1:40.703 |            |          |

- Vitantonio Liuzzi 5 helyes rajtbüntetést kapott váltócsere miatt.

## Futam
A brazil nagydíj futama október 18-án, vasárnap, közép-európai idő szerint 18:00 órakor rajtolt. A versenyhétvégén Felipe Massa-n kívül nem szerepelt még Timo Glock sem, aki a japán nagydíj időmérő edzésen vádlisérülést szenvedett. Helyette a japán Kobajasi Kamui vezette a Toyotát. Jenson Button megszerezte az egyéni, valamint a Brawn GP a csapat világbajnoki címet.

| Helyezés | Rajtszám | Versenyző            | Csapat/Motor         | Futott kör | Idő/Kiesés oka      | Rajthely | Pont |
| -------- | -------- | -------------------- | -------------------- | ---------- | ------------------- | -------- | ---- |
| 1        | 14       | Mark Webber          | Red Bull-Renault     | 71         | 1h32:23,081         | 2        | 10   |
| 2        | 5        | Robert Kubica        | BMW Sauber           | 71         | + 7,626             | 8        | 8    |
| 3        | 1‡       | Lewis Hamilton       | McLaren-Mercedes     | 71         | + 18,944            | 17       | 6    |
| 4        | 15       | Sebastian Vettel     | Red Bull-Renault     | 71         | + 19,652            | 15       | 5    |
| 5        | 22       | Jenson Button        | Brawn-Mercedes       | 71         | + 29,005            | 14       | 4    |
| 6        | 4‡       | Kimi Räikkönen       | Ferrari              | 71         | + 33,340            | 5        | 3    |
| 7        | 12       | Sébastien Buemi      | Toro Rosso-Ferrari   | 71         | + 35,991            | 6        | 2    |
| 8        | 23       | Rubens Barrichello   | Brawn-Mercedes       | 71         | + 45,454            | 1        | 1    |
| 9        | 10       | Kobajasi Kamui       | Toyota               | 71         | + 1:03,324          | 11       |      |
| 10       | 3‡       | Giancarlo Fisichella | Ferrari              | 71         | + 1:10,665          | 19       |      |
| 11       | 21       | Vitantonio Liuzzi    | Force India-Mercedes | 71         | + 1:11,388          | 15       |      |
| 12       | 5‡       | Heikki Kovalainen    | McLaren-Mercedes     | 71         | + 1:13,499          | 16       |      |
| 13       | 8        | Romain Grosjean      | Renault              | 70         | + 1 kör             | 13       |      |
| 14       | 11       | Jaime Alguersuari    | Toro Rosso-Ferrari   | 70         | + 1 kör             | 12       |      |
| Ki       | 17       | Nakadzsima Kazuki    | Williams-Toyota      | 30         | Baleset             | 9        |      |
| Ki       | 16       | Nico Rosberg         | Williams-Toyota      | 27         | Váltóhiba           | 7        |      |
| Ki       | 6        | Nick Heidfeld        | BMW Sauber           | 21         | Kifogyott üzemanyag | 18       |      |
| Ki       | 20       | Adrian Sutil         | Force India-Mercedes | 0          | Baleset             | 3        |      |
| Ki       | 12       | Jarno Trulli         | Toyota               | 0          | Baleset             | 4        |      |
| Ki       | 7        | Fernando Alonso      | Renault              | 0          | Baleset             | 10       |      |

* A ‡-tel jelzett autók használták a KERS-t.

## A világbajnokság állása a verseny után
| H   | Versenyzők         | Pont | H   | Konstruktőrök        | Pont  |
| --- | ------------------ | ---- | --- | -------------------- | ----- |
| 1.  | Jenson Button      | 89   | 1.  | Brawn-Mercedes       | 161   |
| 2.  | Sebastian Vettel   | 74   | 2.  | Red Bull-Renault     | 135,5 |
| 3.  | Rubens Barrichello | 72   | 3.  | McLaren-Mercedes     | 71    |
| 4.  | Mark Webber        | 61,5 | 4.  | Ferrari              | 70    |
| 5.  | Lewis Hamilton     | 49   | 5.  | Toyota               | 54,5  |
| 6.  | Kimi Räikkönen     | 48   | 6.  | Williams-Toyota      | 34,5  |
| 7.  | Nico Rosberg       | 34,5 | 7.  | Renault              | 26    |
| 8.  | Jarno Trulli       | 30,5 | 8.  | BMW Sauber           | 24    |
| 9.  | Fernando Alonso    | 26   | 9.  | Force India-Mercedes | 13    |
| 10. | Timo Glock         | 24   | 10. | Toro Rosso-Ferrari   | 7     |

## Statisztikák
Vezető helyen:
- Rubens Barrichello: 20 (1-20)
- Mark Webber: 51 (21-71)

Mark Webber 2. győzelme, 3. leggyorsabb köre, Rubens Barrichello 13. pole-pozíciója
- Red Bull 5. győzelme.

Kobajasi Kamui első versenye.